# 유럽 고속도로 82호선
유럽 고속도로 82호선(European route E82)은 포르투갈의 마토지뉴스에서 출발하여 스페인의 토르데시야스까지 이어주는 국제 E-road 네트워크 노선망이기도 하다. 그러나 총 연장은 약 380km의 구간으로 이루어져 있으며, 주요 경유지로는 마토지뉴스, 빌라헤알, 브라간사, 사모라, 토르데시야스 등이 있다.